# Sergio Valdés Silva
Sergio Valdés Silva (Santiago, Chile, 11 de mayo de 1933-Algarrobo, Chile, 2 de abril de 2019) fue un futbolista profesional chileno. En el puesto de defensa, jugó la Copa Mundial de Fútbol de 1962 por la selección chilena.

## Trayectoria
Debutó en 1954 en Magallanes, club en el que jugó hasta 1959. Entre 1960 y 1965 jugó en Universidad Católica formando parte del equipo campeón de 1961 acompañado por un plantel de estrellas y él como encargado de la defensa.
Su último año activo, 1966, lo cumplió jugando en Ferrobádminton. Se dice de él que era un gran defensa que otorgaba mucha seguridad y que era duro en la marca, difícil de evadir.

## Selección nacional
Fue internacional con la selección de fútbol de Chile entre 1957 y 1961, jugando 21 partidos en total, en nueve oficiales y doce amistosos. Jugó en los Campeonatos Sudamericanos 1957 (Perú) y 1959 (Argentina). También formó parte del plantel seleccionado que jugó la Copa mundial de 1962 de Chile.

## Fallecimiento
Sergio Valdés falleció a los 85 años en Algarrobo debido a una leucemia que lo aquejó durante los últimos años. 
Su funeral tuvo lugar el jueves 4 de abril a las 12:00 horas, en el Mausoleo de los Mundialistas de 1962.

## Estadísticas

### Clubes
| Club                 | País  | Año       |
| -------------------- | ----- | --------- |
| Magallanes           | Chile | 1954-1959 |
| Universidad Católica | Chile | 1960-1965 |
| Ferrobádminton       | Chile | 1966      |

## Palmarés

### Torneos nacionales oficiales
| Título                    | Club                 | País  | Año  |
| ------------------------- | -------------------- | ----- | ---- |
| Primera División de Chile | Universidad Católica | Chile | 1961 |

### Torneos internacionales oficiales
| Título                       | Equipo (*)         | Sede  | Año  |
| ---------------------------- | ------------------ | ----- | ---- |
| 3.er lugar Copa Mundial 1962 | Selección de Chile | Chile | 1962 |